# Zirkulation (Hydrologie)
In der Hydrologie und Ozeanologie wird die Zirkulation von Wasser in verschiedenen Größen- und Zeitdimensionen untersucht. Dabei betrachtet man deren Antriebe, also beispielsweise den thermohalinen Antrieb, deren regelmäßige und meist mittelskalige Zirkulationsmuster, also beispielsweise die  fünf Zirkulationstypen (Mixistypen) bei Seen, sowie die großflächigen und stark einzelfallorientierten Zirkulationserscheinungen in Meeren und Ozeanen wie Meeresströmungen und das globale Förderband. In kleineren Skalen gehen die Betrachtungen der Hydrologie in jene der Strömungslehre über.
In der Limnologie spricht man von den verschiedenen Zirkulationstypen, der Herbst- und Frühjahrszirkulation und der Wasserzirkulation eines Sees (siehe auch Ökosystem See).